# Aleixo de Miranda Henriques

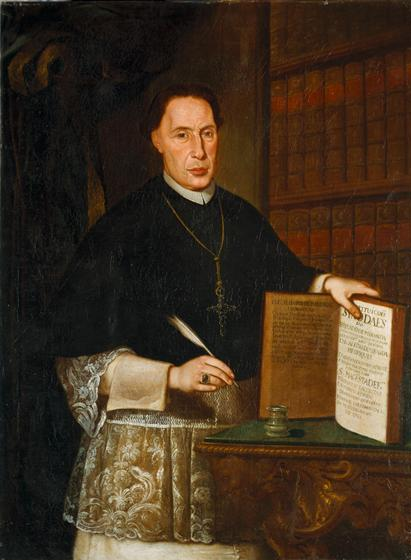
D. Frei Aleixo de Miranda Henriques

Aleixo de Miranda Henriques (Lisboa, 12 de agosto de 1692 – Porto, 21 de maio de 1771) foi um frade dominicano português e 23.º Bispo de Miranda de 1758 a 1770.

## Biografia
Membro da família dos Miranda Henriques, D. Aleixo era filho de Henrique Henriques de Miranda, provedor-mor do arsenal de Lisboa por mercê de D. Afonso VI de 1667, etc., e de sua mulher Maria Landroby, sobrinho paterno do Padre Dr. Rodrigo de Miranda Henriques († em 1662), Reitor da Universidade de Coimbra, e de Bernardo de Miranda Henriques († em 1670), Governador de Pernambuco de 1667 a 1670.
Nascendo na cidade e Corte de Lisboa, em 1692, logo na adolescência teve entrada no Real Convento de S. Domingos de Benfica da Ordem dos Pregadores, e nele professou o sagrado instituto a 9 de Junho de 1710; aí estudou com afinco e aproveitamento as ciências escolásticas, e desejando mostrar se ao mundo como útil e à Casa a que pertencia no conceito dos seus conhecimentos, e aos Confrades e povo seu predilecto amigo doutrinando-os nas disciplinas que aprendera, pediu a necessária licença aos Superiores e passou, a Goa, onde alcançou com as lições e exemplos ali dados, honrosa opinião o seu saber e método, e por isso o apresentaram na Faculdade de Teologia.
Passados alguns anos nas funções de Mestre voltou ao Reino de Portugal, e seguidamente foi encarregado de ler na Cadeira de Moral do Real Colégio de Nossa Senhora da Escada em Lisboa, estabelecido junto ao adro do Convento de São Domingos, e tendo se então em grande conta os seus merecimentos e dotes naturais, os Religiosos Dominicanos o elegeram em 1728 Prior do Mosteiro de Benfica onde havia dezoito anos antes tinha feito a profissão. Acabado o respectivo triénio em que mostrou constantemente a sua habitual sisudez, óptima direcção dos negócios e superior inteligência em matérias governativas, passou a ser Vigário das Religiosas da Ordem de S. Domingos recolhidas no Convento de S. João Baptista de Setúbal.
Completando esta missão regressou de novo à corte e foi imediatamente nomeado Consultor da Bula da Santa Cruzada, porém o exercício deste emprego não o embaraçou de prosseguir na predica, a qual não só conforme a instituição Monacal que abraçara era obrigado a frequentar, mas também pela inclinação que tinha ao púlpito nele era assíduo demais obtendo pela prática e contínuo estudo das matérias e preceitos oratórios o tornar-se excelente pelo estilo e doutrina que ensinava, sendo os créditos gerais adquiridos na cadeira da verdade, que o promoveram aos mais altos cargos Eclesiásticos onde podia chegar um religioso.
Sabe se que no ano de 1757 foi D. Frei Aleixo nomeado Governador do arcebispado de Braga regendo-o até à posse tomada por D. Gaspar filho d´El Rei D. João V, que se sagrou no dia 2 de Julho de 1758, donde passou a Bispo de Miranda sendo transferido para a Mitra Portucalense a 5 de Março do ano de 1770; recebeu a confirmação da Curia em Lisboa no dia 1 de Setembro tomando posse da Diocese em seu nome do seu Mordomo, o Bispo Eleito sucessor de Lamego aos 18 desse mês. Fez a sua entrada solene a 4 de Novembro do mesmo ano que era um Domingo; depois de permanecer vaga quase quatro anos sucessivos, a qual deixou logo vacante por morrer em Maio de 1771: o seu cadáver foi encerrado num túmulo muito rico fabricado de mármore preto, pousando sobre quatro leões de mármore branco soberbamente trabalhados, cuja obra mandaram fazer os frades Dominicanos do Porto para o colocarem na sua Capela mor do lado do Evangelho, onde esteve até ao último incêndio do Convento durante o Cerco do Porto, sendo a Igreja demolida muito depois para dar lugar à abertura da Rua Ferreira Borges.
Apesar de governar a Diocese do Porto menos de que um ano inteiro, em tão pouco tempo granjeou a estima particular de seus Diocesanos, e especialmente a veneração de seus Confrades e mais Clero Regular e Secular do Bispado Portuense, aos quais, se vivera, por ser bondoso e sábio, haveria por certo fazer-se mais lembrado ainda, pelos testemunhos de seu governo lhes legasse, pois durante a administração interina do Arcebispado Bracarense, em todo o período que possuiu a Mitra de Miranda sempre se fez notável pela sua natural afabilidade, religioso espírito e vastos conhecimentos, respeitando-o pelas letras os maiores sábios dessa época.
Como exímio orador sagrado é certo que escrevesse muitos sermões cheios de eloquência e doutrina, mas deles apenas há noticia de publicarem dois, únicos estampados viram a luz pública, porque a modéstia do Pregador ou a ambição da sua Ordem Religiosa impediu que fossem bens de todos, o que queria guardar como tesouro: esses são os seguintes
- Sermão da Canonização de S. Peregrino Laziosi da sagrada Ordem dos Servitas, pregado no soleníssimo oitavário com eu S. M. Eu Deus guarde ordenou se festejasse a canonização do mesmo no Convento Real de Santo Antão desta Corte.
- Sermão da Canonização de Santa Inês de Monte Policiano da Sagrada Ordem dos Pregadores pregado no soleníssimo oitavário com que os Religiosos de S. Domingos desta Corte festejaram a canonização da mesa santa.